# رومية 15
رومية 15 هو الفصل الخامس عشر من رسالة رومية في العهد الجديد من الكتاب المقدس المسيحي. وقد ألفها الرسول بولس، أثناء وجوده في كورنثوس في منتصف الخمسينيات الميلادية،  بمساعدة كاتب (سكرتير)، ترتيوس، الذي أضاف تحيته الخاصة في رومية 16: 22.  وفقا لمارتن لوثر،
في الفصل الخامس عشر، يستشهد القديس بولس بالمسيح كمثال ليُظهِر لنا أنه يجب علينا أيضًا أن نتحلى بالصبر مع الضعفاء، حتى أولئك الذين يفشلون بالخطيئة علنًا أو بأخلاقهم المثيرة للاشمئزاز. يجب ألا نتخلى عنهم بل يجب أن نتحملهم حتى يصبحوا أفضل. هذه هي الطريقة التي عاملنا بها المسيح ولا يزال يعاملنا بها كل يوم؛ يتحمل رذائلنا وأخلاقنا الشريرة وكل نقائصنا، ويساعدنا بلا انقطاع. أخيرًا، يصلي بولس من أجل المسيحيين في روما؛ ويمدحهم ويوصي بهم إلى الله. ويشير إلى منصبه والرسالة التي يكرز بها. ويوجه نداءً غير ملحوظ للمساهمة من أجل الفقراء في أورشليم. الحب الخالص هو أساس كل ما يقوله ويفعله.

## انظر ايضا
- رومية 16